# John Boehner
John Andrew Boehner (Reading, Ohio, 1949. november 17. –) az Egyesült Államok Képviselőházának 53. elnöke volt. A Republikánus Párt tagjaként Ohio állam 8. számú kongresszusi választókörzetének képviselője 1991 óta.
2015. szeptember 25-én bejelentette, október végén lemond házelnöki és képviselői pozíciójáról. A Képviselőház elnöki posztját Paul Ryan vette át. Annak ellenére, hogy már nem volt képviselő, 2023 októberében is kapott szavazatot a házelnöki pozíció betöltésére.